# Декларація незалежності Албанії

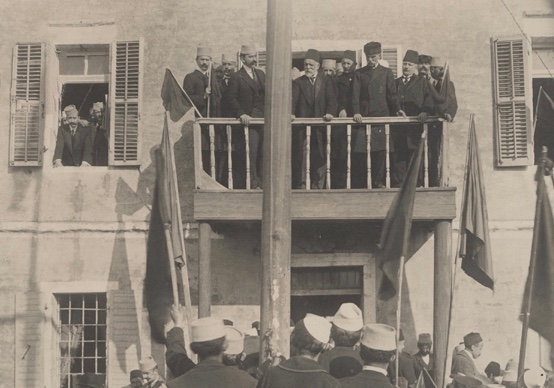
Проголошення незалежності Албанії на мітингу у Вльорі

Деклара́ція незалежності Алба́нії (алб. Shpallja e Pavarësisë, або Deklarata e Pavarësisë) — декларація про державний суверенітет Албанії, прийнята 28 листопада 1912 року у Вльорі. Раніше Албанія не мала державності, бувши складовою частиною Османської імперії.
Проголошення незалежності держави відбулось у розпалі Першої Балканської війни. До того моменту на територію Албанії претендували Сербія й Чорногорія, які хотіли придбати морські порти на узбережжі Адріатики. Плани цих держав не були реалізовані, бо нову державу підтримали великі держави Франція й Велика Британія.
Після виникнення Албанії її кордони не були визначені. Бажання Сербії дістали доступ до моря, а також брак кордонів призвело до Албанської кризи 1913 року. В результаті цієї кризи державу ледь не було знищено.
| Прапор Албанії | Це незавершена стаття про Албанію. Ви можете допомогти проєкту, виправивши або дописавши її. |